# Gilles Guérin
Gilles Guérin , né  en 1611 à Paris et mort dans la même ville le 26 février 1678, est un sculpteur français

## Biographie
Gilles Guérin est l'élève de Simon Guillain. Il est chargé des tombeaux d'Henri Ier de Bourbon-Condé à Vallery et du duc de la Vieuville en 1653.
Vers 1639, il travaille pour Jacques Sarrazin au pavillon de l'Horloge du Louvre (achevé en 1642) et au château de Fontainebleau, où il sculpte la Têtes d’Hermès (1941) et décore l'Horloge du donjon. En 1654, il est engagé par Louis Le Vau pour décorer de sculptures la Chambre du Roi au Louvre.
A la demande de l'évêque Charles de Bourlon (1656-1685), il œuvre au renouvellement des décors de la cathédrale de Soissons en exécutant plusieurs sculptures pour le jubé (aujourd'hui détruit) : saint Gervais, saint Protais - deux splendides échos à la tradition romaine et à l'œuvre de Pierre Puget - saint Rufin, saint Paul sont datés de 1664. Il travaille également aux châteaux de Cheverny et de Maisons-Laffitte.

## Œuvres

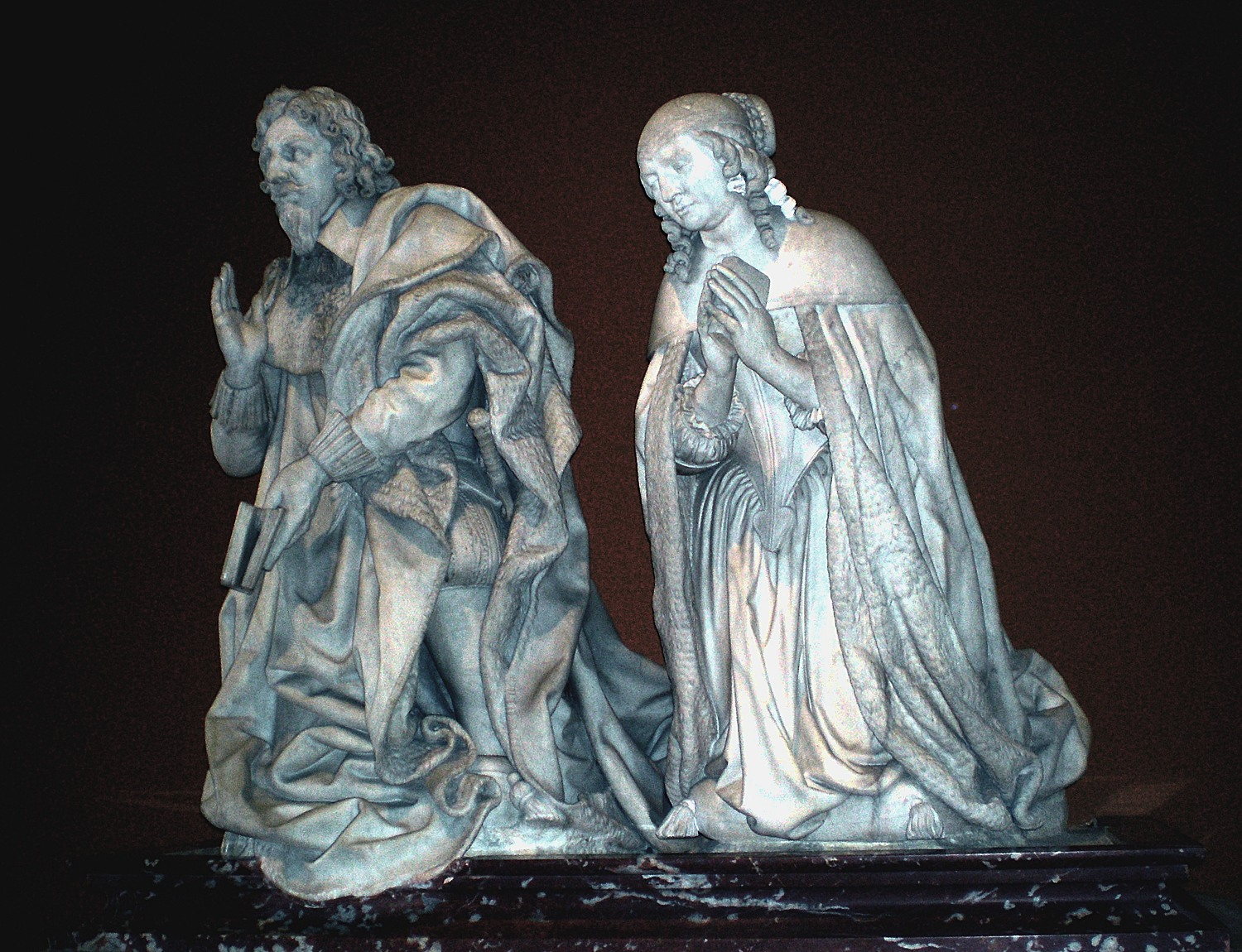
Partie supérieure du tombeau du duc Charles de La Vieuville et de sa femme Marie Bouhier, Paris, musée du Louvre.

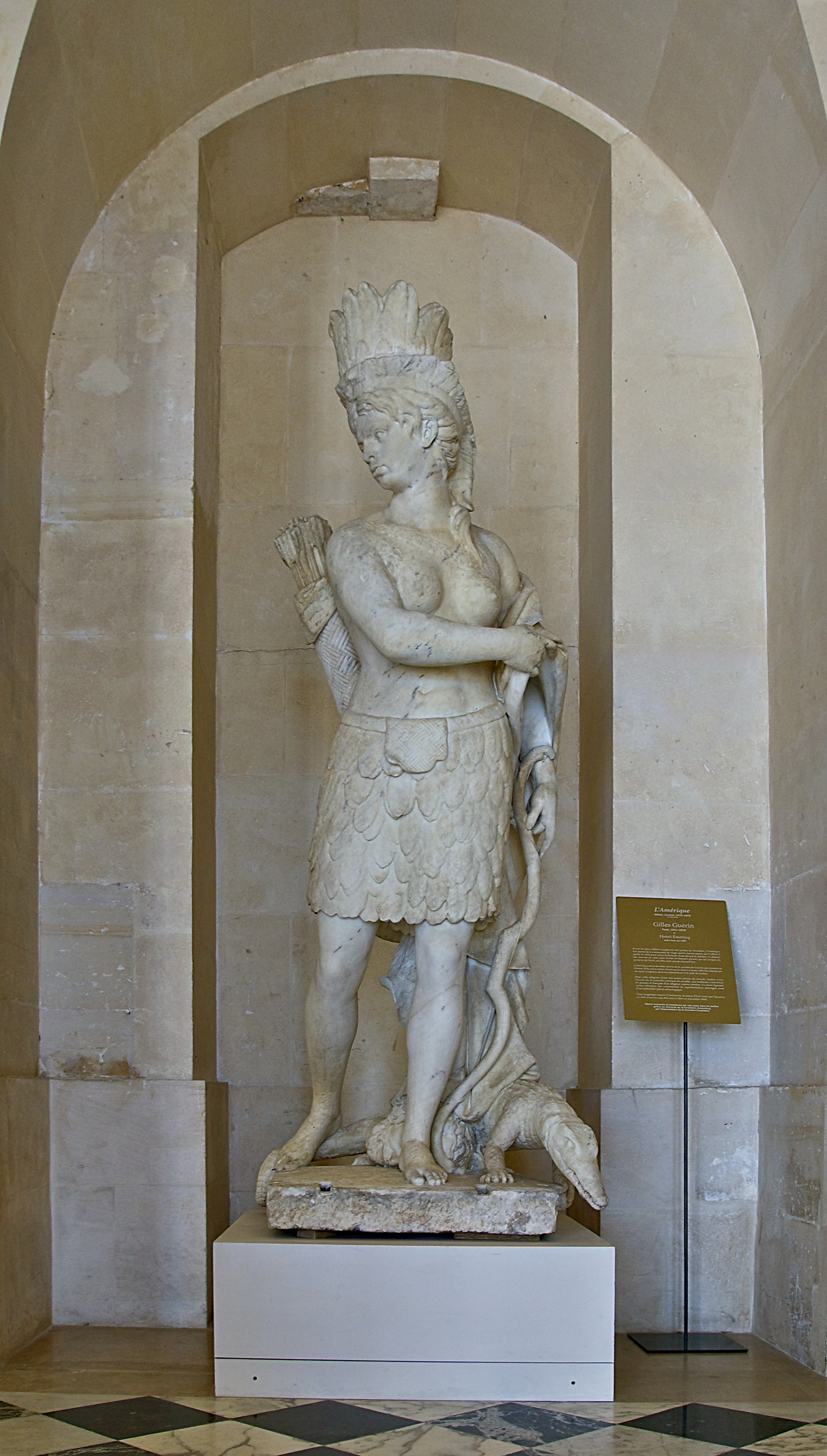
L'Amérique, galerie basse du château de Versailles.

On lui doit des bas-reliefs, des gisants et des statues en pied de divers personnages célèbres.
Bas-reliefs
- Les armoiries de Louis Hesselin sur la façade de son hôtel parisien (vers 1644)[2].
- Les quatre éléments au château de Maisons.
- Des ornementations du Château de Guermantes.
- Les cariatides de la cour carrée du palais du Louvre.
- Les tritons de la grotte de Téthys du Palais de Versailles, 1665 sur une idée de Claude Perrault[1].

Gisants
- Henri II de Bourbon-Condé au musée du Louvre[1].
- Le tombeau du duc Charles de La Vieuville (mort en 1653) et de sa femme Marie Bouhier (morte en 1663).

Statues
- Louis XIV terrassant la Fronde, de 1653 pour l'Hôtel de ville de Paris. De par sa hauteur (2,20m, bloc de marbre), il constitue la première grande effigie royale de Louis XIV[3].
- Têtes d’Hermès, réalisées en grès en 1640, au château de Fontainebleau (cour des cuisines).
- L'Amérique, terminée par Henri Emericq, une des statues des "quatre parties du monde" de la Grande Commande, pour les jardins de Versailles.